# Slavoška
Slavoška é um município da Eslováquia, situado no distrito de Rožňava, na região de Košice. Tem 4,38 km² de área e sua população em 2018 foi estimada em 125 habitantes.

## História
Em registros históricos, a vila foi mencionada pela primeira vez em 1563.

## Geografia
A vila fica a uma altitude de 430 metros e cobre uma área de 4.377 km². Possui uma população de 125 habitantes.

## Demografia
| Ano:        | 1994 | 2004   | 2014   | 2024   |
| ----------- | ---- | ------ | ------ | ------ |
| Broj ljudi: | 130  | 123    | 132    | 139    |
| Razlika:    |      | -5,38% | +7,31% | +5,30% |

| Ano:               | 2023 | 2024   |
| ------------------ | ---- | ------ |
| Número de pessoas: | 135  | 139    |
| Diferença:         |      | +2,96% |

## Cultura
A vila tem uma biblioteca pública.